# 格林納達國旗
格林納達國旗，是格林纳达的国旗，啟用於1974年。旗色為紅、黃、綠，為泛非顏色。旗上一共七颗星，边上六顆星象徵六個行政區，中間的被紅圈圍繞的星代表其首都圣乔治。左边三角内圖案象徵肉豆蔻，是格林纳达的主要作物，亦表示着与格林纳达旧名“香料岛”（Isle of Spice）的联系。
旗上红色代表勇气及活力，黄色代表智慧与温暖，绿色则代表植被与农业。

1967-1974年格林纳达旗